# Abundância relativa

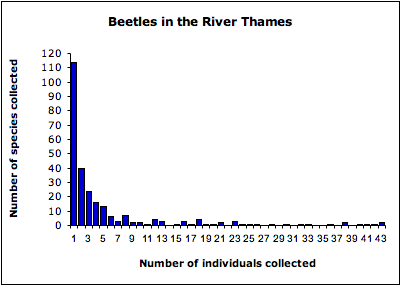
Gráfico mostrando a abundância de besouros no Rio Tamisa.

A abundância relativa é um conceito estatístico utilizado na ecologia para determinar o  tamanho da população de uma espécie em um determinado habitát. É calculada segundo a fórmula matemática: {\displaystyle \%Spi=n\cdot \left({\frac {100}{N}}\right)}, onde {\displaystyle \%Spi} é a percentagem da espécie que se quer calcular, {\displaystyle N} é o número de organismos da espécie, e {\displaystyle n} é o número total de organismos na amostra.